# Marcia Luyten
Marcia Luyten (Wijnandsrade, 1971) is een Nederlands econome, journaliste en televisiepresentatrice.
Luyten studeerde Bedrijfseconomie en Cultuur- en Wetenschapsstudies aan de Universiteit van Maastricht en volgde de Leergang Buitenlandse Betrekkingen aan Instituut Clingendael. 
Ze was van 1995 tot 2001 actief als schrijvend correspondent in Oeganda en Rwanda voor NRC Handelsblad (1995-1997) en de Volkskrant (1999-2001). 
Hierna was zij twee jaar actief als diplomaat van het Ministerie van Buitenlandse Zaken. Van eind 2006 tot begin 2010 was zij woonachtig in Kampala. Ze keerde terug naar Nederland omdat het contract van haar echtgenoot niet verlengd werd. Volgens Luyten kwam dat door haar kritische berichtgeving.
In 2012 volgde Luyten Peter van Ingen op als VPRO-presentator van het televisieprogramma 
Buitenhof.
Incidenteel is zij werkzaam als econoom, cultuurhistoricus en debatleider.
Op 18 juni 2016 ontving zij de Brusseprijs voor haar boek Het "Geluk van Limburg" over de geschiedenis van de steenkoolwinning in de Nederlandse provincie Limburg. 
Sinds 2020 neemt Luyten een prominente plaats van Volkskrant-columniste in met de focus op bestuur, politiek en leiderschap.
Sinds 2024 is Luyten voorzitter van de Raad van Toezicht van het Duitsland Instituut Amsterdam.
Luyten is gehuwd met politicus Jeroen de Lange.

## Bestseller 60
| Boeken met noteringen in de Nederlandse Bestseller 60 | Jaar van verschijnen | Datum van binnenkomst | Hoogste positie | Aantal weken | Opmerkingen                                |
| ----------------------------------------------------- | -------------------- | --------------------- | --------------- | ------------ | ------------------------------------------ |
| Het geluk van Limburg                                 | 2015                 | 28-10-2015            | 22              | 3            |                                            |
| Máxima Zorreguieta                                    | 2021                 | 28-04-2021            | 10              | 6            | biografie over Koningin Máxima Zorreguieta |

- Gemeinsame Normdatei: 137780451
- International Standard Name Identifier: 0000 0003 6906 2229
- Library of Congress Control Number: n2016037128
- Nederlandse Thesaurus van Auteursnamen: 21573064X
- Virtual International Authority File: 81918575
- WorldCat: E39PBJf8rQCw4qhMWy9rmgkqwC